# 伊薩基夫
伊薩基夫（烏克蘭語：Ісаків），是烏克蘭西部的村莊，隸屬伊萬諾-弗蘭科夫斯克州的伊萬諾-弗蘭科夫斯克區。該村始建於1437年，面積11.5平方公里，海拔高度291米，2001年人口875，人口密度每平方公里76人。